# La Bataille de Kerjenets
La Bataille de Kerjenets (en russe Сеча при Керженце) est un court métrage d'animation soviétique de 10 minutes réalisé par Youri Norstein et Ivan Ivanov-Vano, sorti en 1970. 
Sur un extrait de l’opéra de Rimski-Korsakov La Légende de la ville invisible de Kitège et de la demoiselle Fevronia, qui raconte comment cette ville, menacée par les Tatares, devint invisible et leur échappa grâce aux prières de la sainte Fevronia (en).
Le film est graphiquement inspiré de l’art russe du Moyen Âge, avec l'animation d'icônes religieuses. Il est produit par les studios Soyouzmoultfilm.
Il obtient le Grand Prix du court métrage à l'Animafest Zagreb en 1972.

## Fiche technique
- Titre : La Bataille de Kerjenets
- Titre original : Сеча при Керженце
- Réalisation : Iouri Norstein, Ivan Ivanov-Vano
- Scénario : Ivan Ivanov-Vano
- Musique : Nikolaï Rimski-Korsakov (extraits de l'opéra La Légende de la ville invisible de Kitège et de la demoiselle Fevronia)
- Photographie : Vladimir Saroukhanov
- Direction artistique : Marina Sokolova, Arkadi Tiourine (ru)
- Animation de clés : Francesca Iarboussova
- Animation : Iouri Norstein, Viatcheslav Chilobreïev (ru), Boris Savine, Alexandre Rojkov
- Son : Boris Filtchikov (ru)
- Studio : Soyouzmoultfilm
- Pays de production :  Union soviétique
- Langue originale : aucune (sans paroles)
- Format : couleurs - 35 mm - mono
- Genre : animation, guerre
- Durée : 10 minutes
- Date de sortie : 1971